# تیم ملی والیبال زنان لیتوانی
تیم ملی والیبال زنان لیتوانی (انگلیسی: Lithuania women's national volleyball team) تیم ملی والیبال مختص زنان لیتوانیایی است که به عنوان نماینده لیتوانی در رقابت‌های رسمی و دوستانه با حریفان به رقابت می‌پردازند.